# Isola del Cantone
Isola del Cantone (ligur nyelven L'Isoa do Canton) település Olaszországban, Liguria régióban, Genova megyében. Lakosainak száma 1385 fő (2023. január 1.). Isola del Cantone Busalla, Mongiardino Ligure, Ronco Scrivia, Vobbia, Arquata Scrivia, Grondona, Roccaforte Ligure, Voltaggio és Gavi községekkel határos.

## Népesség
A település lakossága az elmúlt években az alábbi módon változott:
| Lakosok száma | 1527 | 1488 | 1385 |
|               | 2017 | 2018 | 2023 |